# 阿尔菲奥斯河
阿尔菲奥斯河（希臘語：Αλφειός）是希腊伯罗奔尼撒半岛最長的河，全長110千米。流经阿卡迪亚专区和伊利亚专区。名稱來自於希臘神話人物阿爾甫斯。
阿尔菲奥斯河发源自特里波利斯和迈加洛波利斯，最上游是露天的褐煤煤矿。从东南向西北流，在Tripotamia附近与拉宗河和埃里曼索斯河合流後，经奥林匹亚向西流，在皮尔戈斯以南注入伊奥尼亚海。
在希腊神话里，赫拉克勒斯引阿尔菲奥斯河和皮尼奥斯河河水，将奥革阿斯的牛圈清洗干净，这是十二伟业中的第五件。

### 书目
- Manariotis, Ioannis D.;  et al.  (PDF). Environmental Management. 2004, 34 (2): 261–269  [2021-09-14]. PMID 15559949. S2CID 28253690. doi:10.1007/s00267-004-0069-y. （原始内容存档 (PDF)于2021-10-18）.